# Talang Datar
Talang Datar is een bestuurslaag in het regentschap Muaro Jambi van de provincie Jambi, Indonesië. Talang Datar telt 1006 inwoners (volkstelling 2010).